# Caserne Maurice-de-Saxe
La caserne Maurice-de-Saxe est une ancienne caserne militaire construite en 1863 sur environ 4 hectares à Blois, dans le Loir-et-Cher, en France. Elle a longtemps servi pour l’accueil de militaires et de jeunes hommes effectuant leur service national. Depuis 2001, la caserne est rénovée afin de créer de nouveaux logements.

## Histoire
Construite à partir de 1863, la caserne Maurice-de-Saxe est financée par la ville de Blois, le Conseil général de Loir-et-Cher et le Ministère de la guerre. Ce n’est cependant qu’en 1867 qu’elle ouvre ses portes aux premiers militaires. Jusqu’en 1964, beaucoup de régiments y séjournent. Elle devient, cette année là,  un centre de sélection régional, nommé « CS 10 », où des milliers de jeunes gens viennent, chaque année, passer des tests de sélection (« trois jours ») en vue d’orienter leur affectation pour leur futur service militaire. L'escadron de gendarmerie mobile y stationnera en parallèle de 1963 à 1982.
En 2001, la caserne Maurice-de-Saxe est rendue à la vie civile à la suite de la suppression du service militaire. Un promoteur la rachète, mais un incendie la détruit en grande partie. Lors de la rénovation de la caserne, la découverte d'amiante cause un retard de près d'un an pour la livraison des logements. Aujourd’hui une partie des bâtiments - environ 60% - est proposée à la location.

## Architecture
La caserne est édifiée sur deux hectares et demi, dans le style militaire de l'époque, inspiré de l'architecture haussmannienne. Il s'y trouve trois bâtiments de bataillon, en pierre de Bourré, avec les planchers en pin et la toiture en ardoise, qui encerclent une tour d'exercices avec l'immeuble principal au fond de la cour. Chaque chambrée pouvait accueillir 42 hommes.
Le « Maréchal », le bâtiment central de commandement en pierre de tuffeau ainsi que les deux constructions situées à l'entrée de la place d'Armes sont connues sous le nom de « parloir » et de « cantinière ».

## Sitographie
- Anne Irjud, « Plus d'un siècle d'histoire », La Nouvelle République,‎ 14 novembre 2013 (lire en ligne).
- Henri Brissot, « Maurice de Saxe : un an de retard dans la livraison », La Nouvelle République,‎ 21 juin 2016 (lire en ligne).
- Henri Brissot, « La caserne Maurice de Saxe entame une nouvelle vie », La Nouvelle République,‎ 19 juillet 2017 (lire en ligne)